# Adopcjanizm

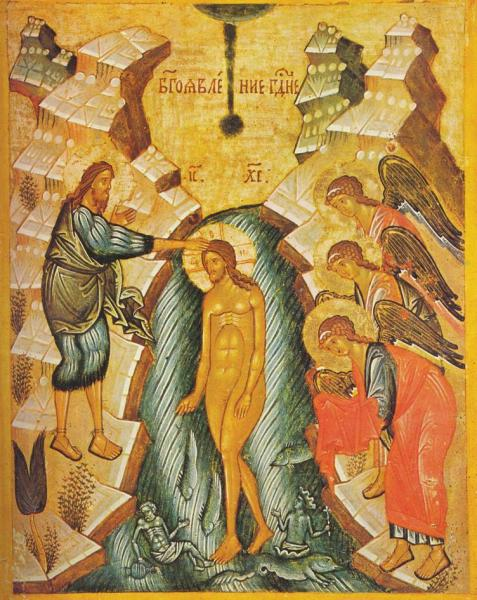
Chrzest Jezusa (ikona prawosławna)

Adopcjanizm – zróżnicowany zespół poglądów teologicznych głoszących, że Jezus był tylko adoptowanym, a nie naturalnym Synem Bożym, zbliżony do monarchianizmu, przez Kościół katolicki uznany za herezję. Po raz pierwszy wystąpił u ebionitów, następnie w teologii antiocheńskiej (np. u Pawła z Samosaty), w VIII-wiecznej Hiszpanii i na XII-wiecznym Zachodzie. W XVI i XVII w. poglądy adopcjanistyczne przyjęli Bracia Polscy (m.in. Szymon Budny i Faust Socyn).
Rozumienie Chrystusa u adopcjanistów jest zróżnicowane – niektórzy widzieli go jako obdarzonego szczególną mocą i napełnionego Duchem Świętym proroka, inni uznawali go za ubóstwionego człowieka, na wzór grecko-rzymskiej apoteozy. Dlatego też wyróżnia się adopcjanizm ścisły i poglądy zbliżone do adopcjanizmu. Adopcjanizm ścisły rozumie Jezusa jako człowieka, który został usynowiony przez Boga i podlega mu. Pogląd taki, bliski monarchianizmowi, stoi w sprzeczności z nauczaniem trynitarnym – wyklucza bowiem synostwo Jezusa wewnątrz Trójcy Świętej.

## Adopcjanizm judeochrześcijański
Wczesna forma adopcjanizmu wyznawana była w II wieku przez żydowskich chrześcijan osiadłych w Palestynie, na wschodnim brzegu Jordanu. Grupa ta uznawała Jezusa za wyjątkowego, wybranego przez Boga człowieka, cechującego się szczególną sprawiedliwością według norm Prawa. Chrzest Jezusa w Jordanie uznawała za moment, gdy został on adoptowany na Syna Bożego. Wspólnota uznawała napełnienie Jezusa Duchem Bożym, uzdalniającym go do czynienia cudów i nauczania prawdy Bożej, dobrowolną śmierć na krzyżu uznawaną jako ofiarę za grzechy świata znoszącą dotychczasowe ofiary, wskrzeszenie przez Boga i wstąpienie do nieba, gdzie Jezus obecnie panuje. Odrzucano natomiast boskość Jezusa, jego preegzystencję oraz narodzenie z dziewicy. Grupa ta podkreślała swój monoteizm, czemu, jak sądziła, przeczyło uznanie Jezusa za Boga. Wspólnota uznawała trwałe obowiązywanie całego starotestamentowego Prawa (z wyjątkiem ofiar zwierzęcych), od konwertytów z pogaństwa oczekując obrzezania oraz przestrzegania szabatu i przepisów koszerności. Według Barta D. Ehrmana grupa dysponowała pismem w języku hebrajskim, zbliżonym treścią do Ewangelii Mateusza, jednak z pominięciem dwóch pierwszych rozdziałów, którą uznawano za zawierającą naukę Jezusa. Pozostałych pism Nowego Testamentu wspólnota nie znała lub je odrzucała. W szczególności odrzucano autorytet Pawła z Tarsu, którego oskarżano o odrzucenie Prawa w związku z przyjściem Chrystusa, i związku z tym uważano za heretyka.
Typowymi przedstawicielami adopcjanizmu judeochrześcijańskiego byli ebionici. Ebion, który był gnostykiem, odrzucał bóstwo Chrystusa i głosił wraz ze swoimi zwolennikami adopcjanizm w sensie ścisłym. Uważał, że Jezus był tylko człowiekiem i stał się Synem Bożym dopiero w czasie chrztu. Ebionici posługiwali się własnymi pismami.
Bezpośrednio do teologii Ebiona nawiązał Fotyn z Sirmium, za co został ekskomunikowany przez Damazego I na synodzie w 382 roku. Ponadto Teodot Starszy głosił, że odchodząc od wiary w Chrystusa nie wypiera się Boga, jako że Chrystus jest jedynie człowiekiem obdarzonym szczególnymi łaskami. Teodot Młodszy uznawał wyższość Melchizedeka nad Chrystusem, głosząc, że Melchizedek jest pośrednikiem aniołów, a Chrystus pośrednikiem ludzi. Działający w Rzymie (III w.) Artemon łączył adopcjanizm z poglądami gnostyckimi.

## Adopcjanizm antiocheński
Adopcjanizm antiocheński, wywodzący się z poglądów patriarchy Antiochii Pawła z Samosaty (260–272), stanowił połączenie właściwego adopcjanizmu reprezentowanego przez ebionitów z monarchianizmem. Pawła z Samosaty doprowadził również do zmiany formuły chrzcielnej odrzucając jej trynitarną formę. Z tego powodu Sobór nicejski I (325) uznał taki chrzest za nieważny. Po Pawle z Samosaty pojęciami adopcjanistycznymi posługiwali się późniejsi teolodzy antiocheńscy w polemice z rozumieniem Chrystusa występującym w apolinaryzmie – należeli do nich Nestoriusz, Teodor z Mopsuestii i Diodor z Tarsu.

## Adopcjanizm hiszpański
Adopcjanizm hiszpański ("hispanicus error") istniejący w VIII w. wywołał jedną z najżywszych dysput teologicznych Zachodu tych czasów, a polemika z nim była jednym z impulsów do rozwoju późniejszej myśli średniowiecza. Jego głównym reprezentantami byli arcybiskup Toledo Elifand i biskup Urgel Feliks. Źródłem adopcjanizmu hiszpańskiego były prawdopodobnie błędy powstałe w polemice z poglądami Migecjusza.
Elifand na podstawie katolickiego nauczania o dwóch naturach istniejących w Chrystusie wyciągnął niezgodny z nim wniosek – sądził, że zrodzony z Maryi Chrystus nie jest zrodzonym Synem Bożym, ale Synem Bożym przez adopcję, na mocy łaski. Jednocześnie uważał, że Chrystus nie jest jedynym synem bożym, ale tylko pierworodnym spośród wielu adoptowanych. Feliks uznawał zaś Chrystusa za Boga jedynie z nazwy, posługując się formułą deus nuncupativus.
Elifand w liście do biskupów Galii pisał: Syn Boży odwiecznie zrodzony przez Ojca jest Synem nie na skutek adopcji, ale z natury (...). Lecz ten, który został utworzony z niewiasty, jest Synem Bożym na skutek adopcji, ale nie z natury.
Głównymi przeciwnikami adopcjanizmu hiszpańskiego byli Eteriusz z Osmy, Alkuin, Paulin z Akwilei, Bednedykt z Aniane i Agobard z Lyonu. Adopcjanizm hiszpański został potępiony przez papieża Hadriana I oraz wiele synodów – w Ratyzbonie (794), Frankfurcie nad Menem (794), Friuli (796), Rzymie (798) i Akwizgranie (799). Ferment, który zasiał w krystalizujących się strukturach kościelnych Galii spowodował, że w jego sprawie interweniował u papieża Karol Wielki.
Feliks z Urgel nawrócił się i resztę życia spędził przy Leidrandzie, prymasie Galii.

## Adopcjanizm XII wieku
Pewne tendencje adopcjanistyczne, czasem określane jako neoadopcjanizm, pojawiły się w teologii Zachodu w XII wieku. Adopcjanizm XII wieku przypomina poglądy antiocheńskie, powstał na skutek ożywionych dyskusji chrystologicznych i prób ściślejszego ujęcia chrystologii w zgodzie z rozwijającą się dialektyką.
Głównym przejawem tendencji adopcjanistycznych w XII w. było kwestionowanie substancjalnego charakteru unii hipostatycznej oraz teoria assumptus homo Piotra Lombarda. Jako pierwszy w sposób nie do końca jasny, substancjalność unii hipostatycznej zakwestionował Abelard, choć pogląd ten pojawił się także u innych teologów jego czasów. Abelard zasadniczo przyjmował unię substancjalną Logosu i ludzkiej natury Chrystusa, wyjaśniał ją jednak błędną formułą "Bóg posiada człowieka" – zgodna z Magisterium formuła brzmiałaby "Bóg i człowiek". Abelard prawdopodobnie nie chciał świadomie głosić adopcjanizmu, a adopcjanistyczne wyrażenia jego teologii pochodzą z niedostatecznego opracowania filozoficznego zagadnienia unii hipostatycznej i całej chrystologii.
Teorię assumptus homo głosili Piotr Lombard i Jan z Kornwalii. Ujmowali oni wcielenie jako przyjęcie (assumptus) przez Logos człowieka złożonego i z ciała, i z duszy (homo quidam). Kwestionowanie substancjalności unii hipostatycznej w poglądach typu assumptus homo miało źródło w pragnieniu zachowania transcendencji Boga w rozumieniu wcielenia. Opierało się na teorii habitus – zdaniem adopcjanistów wyznających tę teorię natura ludzka przyjęta przez Chrystusa ma charakter przypadłości wobec natury boskiej. Pogląd ten wyjaśniano obrazowo porównując naturę ludzką Chrystusa do szaty, a boską do jej nosiciela.
Teorie adopcjanistyczne XII wieku nie zawsze są świadomymi wystąpieniami przeciw nauczaniu Kościoła, niejednokrotnie ich przyczyną jest brak precyzji filozoficzno-teologicznego aparatu pojęciowego. Poglądy Abelarda zostały potępione na synodzie w Sens (1141), a głównym oponentem był Bernard z Clairvaux, który wydał traktat Contra quaedam capitula errorum Abelardi. Naukę Abelarda podtrzymywał jego uczeń Robert z Melun.
Problem ten podjął również papież Aleksander III, który na synodzie w Sens (1164) i kolejnych wystąpił przeciw używaniu w chrystologii metaforycznych opisów i nie w pełni sprecyzowanych pojęć. Kilka lat później nastąpiło potępienie błędów adpopcjanistycznych w reskrypcie do arcybiskupa Sens Wilhelma z Szampanii (1170) oraz w reskryptach kierowanych do biskupów Tours, Bourges, Rouen i Reims.